# Stenoscaptia venusta
Stenoscaptia venusta là một loài bướm đêm thuộc phân họ Arctiinae, họ Erebidae.